# 아티스틱스케이팅
아티스틱스케이팅(Artistic skating)은 선수가 아이스 스케이트 대신 롤러 스케이트를 착용하고 피겨스케이팅과 유사한 스포츠 종목이다. 이러한 스포츠 종목은 빙상에서의 대응과 매우 유사하고 외모와 약간 차이가 있지만, 많은 스케이트 선수는 롤러 스케이트 또는 그 반대로 시작했다.

## 같이 보기
- 세계 롤러스포츠 연맹